# Kang Ye-won
Kang Ye Won (nacida como Kim Ji Eun el 15 de marzo de 1980) es una actriz surcoreana, conocida por sus papeles en Haeundae, Harmony y Quick.

## Biografía
El 25 de octubre de 2021 su agencia confirmó que había dado positivo para COVID-19, por lo que se encontraba siguiendo las pautas de salud del gobierno y haciendo cuarentena.

## Carrera
Es miembro de la agencia J,Wide-Company (제이와이드 컴퍼니 ).

### Música
Kang Ye-won fue cantante de un coro y recibió formación vocal clásica como soprano desde la escuela primaria. Dejó de cantar en 2009 debido a que desarrolló nódulos de pliegue vocales, continuando su carrera como actriz en películas.

### Televisión
Su personaje en la película Haeundae exacerbó los problemas de sus cuerdas vocales, debido a las muchas escenas donde tenía que gritar. 
En 2017, retomó su formación vocal mientras estuvo activa como miembro del show de variedades Sister's Slam Dunk (temporada 2), donde esperaba convertirse en soprano y obtener notas altas armonizadas en la segunda generación de Unnies. Aun así, en el 5.º episodio, su diagnóstico empeoró al tener hinchadas las cuerdas vocales, lo que tomaría mucho tiempo para curarse. Antes del episodio 10, su condición se complicó aún más debido a una gripe.
En marzo de 2020 se unió al elenco recurrente de la serie Nobody Knows donde dio vida a Yoo Ja-young, un miembro del escuadrón especial de delitos de la agencia de la policía metropolitana de Seúl, hasta el final de la serie el 21 de abril del mismo año.

## Filmografía

### Series de televisión
| Año       | Título                               | Personaje             | Red  | Notas         |
| --------- | ------------------------------------ | --------------------- | ---- | ------------- |
| 2001      | Honey Honey                          | Ji-Eun                | SBS  |               |
| 2002      | Who's My Love                        | Joo-Mi                | KBS2 |               |
| 2002      | Five Brothers and Sisters            | Han Sol-Hee (joven)   | SBS  |               |
| 2003      | Long Live Love                       | Lee Ji-Hye            | SBS  |               |
| 2004      | My 19 Year Old Sister-in-Law         |                       | SBS  |               |
| 2012      | One Thousandth Man                   | Koo Mi-Jin            | MBC  |               |
| 2014      | Bad Guys                             | Yoo Mi-Joven          | OCN  |               |
| 2016      | Becky's Back                         | Yang Baek-hee (Becky) | KBS2 | [ 8 ]         |
| 2017      | Man Who Dies to Live                 | Lee Ji-young "A"      | MBC  | [ 9 ]         |
| 2018      | Drama Stage - Fighter Choi Kang-Soon | Choi Kang-soon        | tvN  | [ 10 ]        |
| 2020      | Nobody Knows                         | Yoo Ja-young          | SBS  |               |
| 2021-2022 | Only One Person                      | Kang Se-yeon          | JTBC | [ 11 ] [ 12 ] |

### Películas
| Año  | Título                       | Función         | Ref    |
| ---- | ---------------------------- | --------------- | ------ |
| 2002 | Sex of Mágic                 | Han Ji-Hye      |        |
| 2002 | Addicted                     | Young-Eun       |        |
| 2007 | Miracle on 1st Street        | Seon-Joo        |        |
| 2009 | Haeundae                     | Kim Hee-Mi      |        |
| 2010 | Harmony                      | Kang Yoo-Mi     |        |
| 2010 | Hello Ghost                  | Jung Yeon-Soo   |        |
| 2011 | Quick                        | Ah-Rom          |        |
| 2012 | Ghost Sweepers               | Chan-Joven      | [ 13 ] |
| 2014 | El Huntresses                | Hong-Dan        | [ 14 ] |
| 2014 | My Ordinary Love Story       | Parque Eun-Jin  | [ 15 ] |
| 2015 | Love Clinic                  | Gil Shin-Seol   | [ 16 ] |
| 2016 | El Cóndor Pasa               | Soo-Ha          | [ 17 ] |
| 2016 | Insane                       | Kang Soo-Ah     | [ 18 ] |
| 2016 | Trick                        | Choi Young-Ae   | [ 19 ] |
| 2017 | Part-Time Spy                | Jang Young-Shil | [ 20 ] |
| 2019 | The Bad Guys: Reign of Chaos |                 | [ 21 ] |

### Programas de variedades
| Año  | Título                                      | Red  | Notas                           |
| ---- | ------------------------------------------- | ---- | ------------------------------- |
| 2015 | Real Men: Female Soldier Special – Season 1 | MBC  | Miembro del reparto (Edición 2) |
| 2015 | We Got Married – Season 4                   | MBC  | Miembro del reparto             |
| 2016 | Scene Stealer                               | SBS  | Miembro del reparto             |
| 2016 | Hello Counselor                             | KBS2 | invitada, Ep. 269               |
| 2017 | Sister's Slam Dunk – Season 2               | KBS2 | [ 24 ]                          |

### Musicales
| Año  | Título                      | Función |
| ---- | --------------------------- | ------- |
| 2000 | Carmen (adaptación coreana) | Carmen  |

### Presentadora
| Año  | Título                      | Notas           |
| ---- | --------------------------- | --------------- |
| 2019 | Soribada Best K-Music Award | co-presentadora |

## Premios y nominaciones
| Año  | Premio                                       | Categoría                                                | Nominado trabajo      | Resultado |
| ---- | -------------------------------------------- | -------------------------------------------------------- | --------------------- | --------- |
| 2007 | 15 Chunsa de Arte cinematográfico de Premios | Mejor Actriz Revelación                                  | Milagro en la Calle 1 | Nominada  |
| 2009 | 30 de Blue Dragon Film Awards                | Mejor Actriz Revelación                                  | Haeundae              | Nominada  |
| 2010 | 46 Paeksang Arts Awards                      | Mejor Actriz Revelación                                  | La armonía            | Nominada  |
| 2010 | 18 Chunsa de Arte cinematográfico de Premios | Mejor Actriz Revelación                                  | La armonía            | Ganadora  |
| 2010 | 47 Grand Bell Awards                         | Mejor Actriz Revelación                                  | La armonía            | Ganadora  |
| 2010 | 31 de Blue Dragon Film Awards                | Mejor Actriz De Reparto                                  | La armonía            | Nominada  |
| 2015 | 15 de MBC Entertainment Awards               | Premio a la Excelencia para el Espectáculo de variedades | Nos Casamos           | Nominada  |
| 2015 | 15 de MBC Entertainment Awards               | Popularidad Premio para el Espectáculo de variedades     | Nos Casamos           | Ganadora  |
| 2015 | 15 de MBC Entertainment Awards               | Mejor Pareja (with Oh Min-suk)                           | Nos Casamos           | Nominada  |
| 2016 | 53 Grand Bell Awards                         | Mejor Actriz                                             | Loco                  | Nominada  |
| 2016 | 30 KBS Drama Awards                          | Premio a la excelencia, a la Actriz en un Drama          | Becky Espalda         | Ganadora  |